# NGC 4696
NGC 4696 est une très vaste galaxie elliptique  située dans la constellation du Centaure. Sa vitesse par rapport au fond diffus cosmologique est de 3 251 ± 23 km/s, ce qui correspond à une distance de Hubble de 48,0 ± 3,4 Mpc (∼157 millions d'al). NGC 4696 a été découverte par l'astronome écossais James Dunlop en 1826.

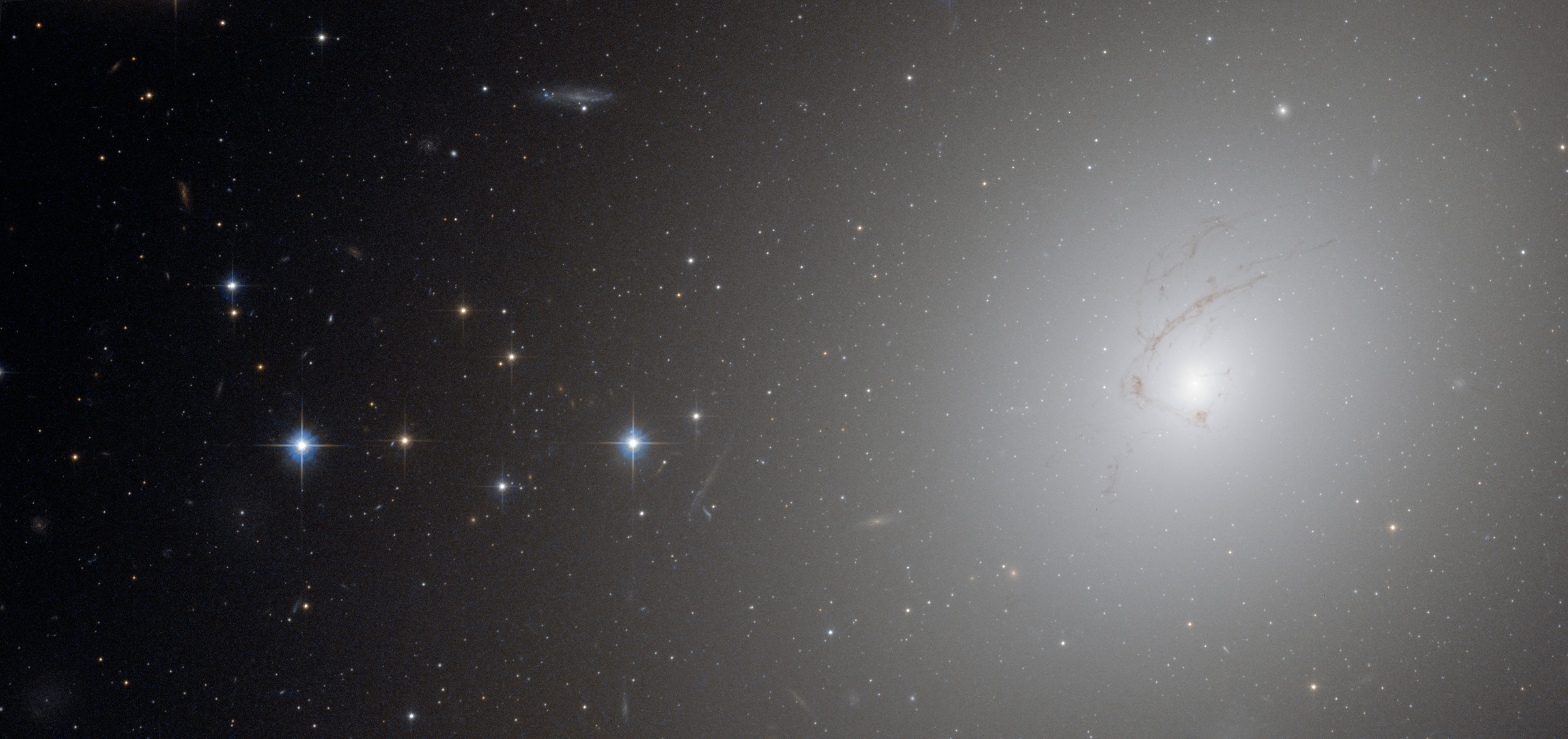
NGC 4696 par le télescope spatial Hubble.

NGC 4696 est une galaxie LINER, c'est-à-dire une galaxie dont le noyau présente un spectre d'émission caractérisé par de larges raies d'atomes faiblement ionisés.
À ce jour, 25 mesures non basées sur le décalage vers le rouge (redshift) donnent une distance de 37,600 ± 5,980 Mpc (∼123 millions d'al), ce qui est à l'extérieur des valeurs de la distance de Hubble. Notons cependant que c'est avec la valeur moyenne des mesures indépendantes, lorsqu'elles existent, que la base de données NASA/IPAC calcule le diamètre d'une galaxie et qu'en conséquence le diamètre de NGC 4696 pourrait être d'environ 165 kpc (∼538 000 al) si on utilisait la distance de Hubble pour le calculer.

## Caractéristiques

Autre image captée par Hubble en 2016.

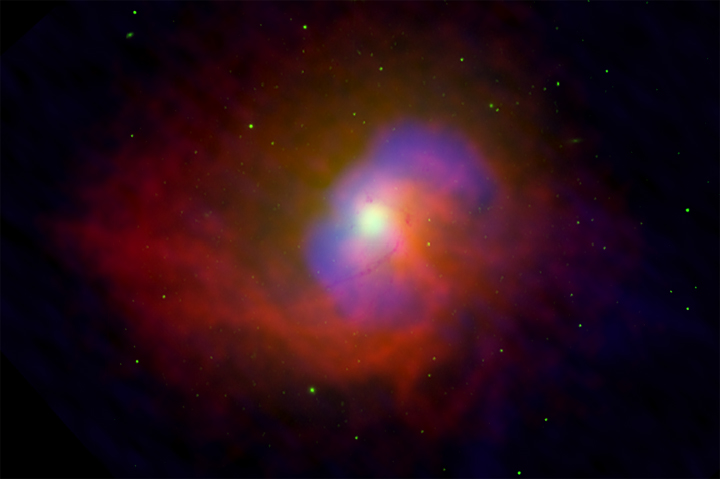
Image composite de NGC 4696. Les données provenant de Chandra sont représentées en rouge.

NGC 4696 est la plus vaste galaxie de l'amas du Centaure et elle est entourée de plusieurs galaxies elliptiques naines.
L'image captée par le télescope spatial Hubble et publiée en 2016 montre les filaments de poussière entourant le centre de l'immense galaxie elliptique NGC 4696. Ces filaments s'enroulent vers l'intérieur en une intrigante spirale qui tourbillonne autour d'un trou noir supermassif. Bien que le trou noir supermassif de NGC 4696 n'ait pas encore été détecté, les données obtenues par le télescope spatial Chandra permettent de voir son influence sur les filaments de poussière qui entourent le centre de cette galaxie. Les filaments sont à une distance si courte que leur fin est prévisible, ils seront avalés par le trou noir.

## Groupe de NGC 4696
Selon A.M. Garcia, NGC 4696 est un membre d'un groupe de galaxies qui porte son nom. Le groupe de NGC 4696 compe au moins 79 galaxies. Les autres galaxies du New General Catalogue et de l'Index Catalogue de ce groupe sont NGC 4373, NGC 4499, NGC 4507, NGC 4553, NGC 4573, NGC 4601, NGC 4650, NGC 4672, NGC 4677, NGC 4681, NGC 4683, NGC 4729, NGC 4743, NGC 4744, NGC 4767, NGC 4811, NGC 4812, NGC 4832, IC 3290 et IC 3370.
La désignation DRCG 56-39 est utilisée par Wolfgang Steinicke pour indiquer que cette galaxie figure au catalogue des amas galactiques d'Alan Dressler. Les nombres 56 et 39 indiquent respectivement que c'est le 56e amas de la liste, soit Centaurus (l'amas du Centaure), et la 39e galaxie de cette liste. Cette même galaxie est aussi désignée par ABELL 3526:[D80] 39 par la base de données NASA/IPAC, ce qui est équivalent. Dressler indique que NGC 4696 est une galaxie lenticulaire de type S02. L'amas du Centaure fait partie du superamas de l'Hydre-Centaure.